# 古紫阳书院坊
古紫阳书院坊位于安徽省黄山市歙县县城徽城镇县城城东的安徽省歙县中学后门，2006年6月7日公布为歙县文物保护单位。
古紫阳书院坊是原徽州紫阳书院的山门坊。清乾隆五十五年(1790年)，户部尚书曹文埴、鲍志道等于歙县县学后朱文公祠重建紫阳书院，山门即古紫阳书院坊，坊额为曹文埴题写。